# Maxence Van der Meersch
Maxence Van der Meersch (Roubaix, 4 de mayo de 1907-Le Touquet-Paris-Plage, 14 de enero de 1951) fue un escritor francés.

## Biografía
Maxence fue un niño de salud delicada. Provenía de una familia relativamente acomodada (su padre era contable). Realizó sus estudios secundarios en Tourcoing y Lille. El 27 de octubre de 1918 perdió a su hermana, Sarah, que tenía solo diecinueve años de edad, por tuberculosis, la enfermedad que finalmente lo mataría también. El matrimonio de sus padres se disolvió. Marguerite, su madre, se convirtió en una alcohólica, y su padre, Benjamin, vivió una vida disoluta para los estándares de la época. En 1927, Maxence se enamoró de Thérèze Denis, una chica obrera, con quien vivió en Wasquehal, contra los deseos de su padre, que soñaba con un mayor prestigio para la unión de su hijo. En 1929, a partir de esta unión, que solo fue regularizada en 1934, tuvo una hija, Sarah, llamada así en memoria de su hermana. Thérèze fue el único amor de la vida de Maxence y es la clave para la comprensión de su obra. Ella fue la inspiración para el protagonista de su trilogía «La Fille pauvre».

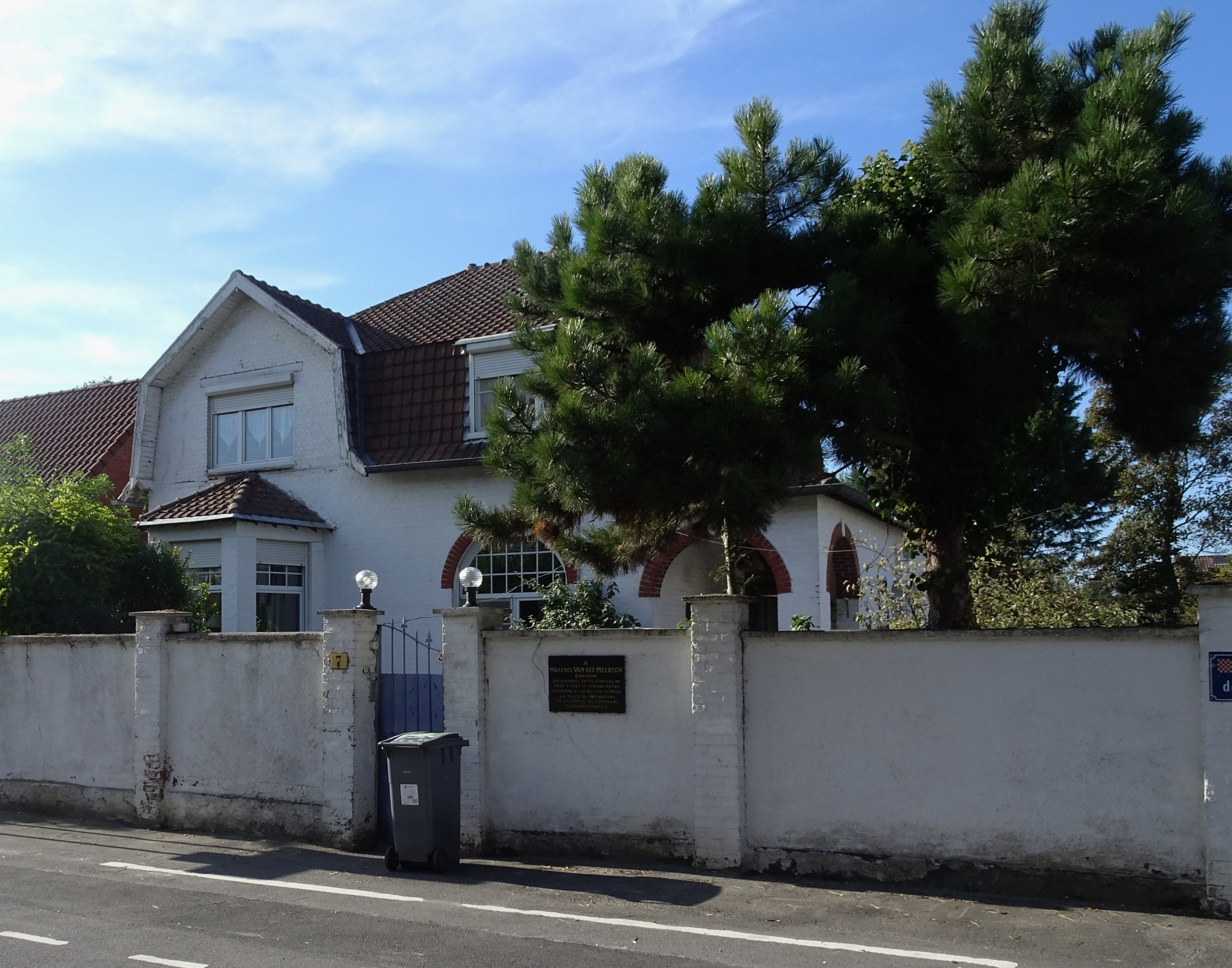
Casa donde vivió Maxence Van der Meersch en Wasquehal

Abogado de formación, practicó muy poco esta profesión, prefiriendo dedicarse a la escritura.  Su obra, llena de un espíritu de realismo, tiene que ver esencialmente con la vida de la gente del Norte, su región natal. En 1936 fue galardonado con el premio Goncourt por «L'Empreinte du dieu». En 1943 se publicó «Corps et âmes» (Cuerpos y almas), que fue galardonada con el Gran Premio de la Academia Francesa de ese año. La novela fue un éxito internacional (fue traducida a trece idiomas). Se centra alrededor de las ideas de un médico célebre, el Dr. Paul Carton (1875-1947), a quien Van der Meersch tenía una profunda admiración. El Dr. Carton destacó la importancia de la limpieza y el buen día a día de la vida, el medio ambiente de trabajo, la nutrición: «Le microbe n'est rien. Le terrain est tout» («El germen no es nada. El terreno lo es todo»). Los protagonistas de la novela son seguidores del Dr. Carton.
Van der Meersch provenía de una familia de librepensadores (su padre era un ateo nietzscheniano), pero se convirtió al catolicismo en 1936. Escribió dos biografías religiosas, una del Santo Cura de Ars y otra de Teresa de Lisieux.
Van der Meersch tuvo gran éxito en vida, pero actualmente su obra tiene escasa difusión. Sin embargo, en 2010 media docena de sus libros todavía estaban imprimiéndose en Francia. En 1998, la Société des Amis de Van der Meersch fue creada por un grupo de sus admiradores. En 1988 su primera novela, La Maison dans la duna (1932), fue llevada al cine por Michel Mees, con Tchéky Karyo en el papel principal.

## Publicaciones

### Ficción
- La Maison dans la dune, primera novela publicada en Albin Michel en 1932. En castellano, La casa de las dunas, Janés.
- Car ils ne savent ce qu'ils font..., novela parcialmente autobiográfica, 1933. En castellano, Porque no saben lo que se hacen, GP.
- Quand les sirènes se taisent, novela sobre las huelgas de las fábricas, 1933. En castellano, Cuando enmudecen las sirenas, Plaza y Janés.
- La Fille pauvre, novela autobiográfica en 3 volúmenes. Tome I: Le Péché du monde, 1934, tome II: Le Cœur pur, 1948, tome III: La Compagne (publicación póstuma en 1955). En castellano, El pecado del mundo, Leed en mi corazón y La compañera, Plaza y Janés.
- Invasion 14, novela sobre la ocupación alemana del norte de Francia durante la Gran Guerra, 1935. En castellano, Invasión, Plaza y Janés.
- Maria, fille de Flandre, 1935. En castellano, María hija de Flandes, Plaza y Janés.
- L'empreinte du Dieu, premio Goncourt, en 1936. En castellano, La huella del Dios, de Plaza y Janés. También aparece en el volumen Los premios Goncourt de novela, de la misma editorial.
- L'élu, 1936. En castellano, El elegido, Plaza y Janés.
- Pêcheurs d'hommes, novela sobre la juventud obrera cristiana (JOC), 1940. En castellano como "El coraje de vivir", editorial Mundo Moderno.
- Corps et Âmes, novela sobre el mundo de la medicina, gran premio de la Academia Francesa, 1943. En 2 volúmenes. Tome I:  Enchainé à toi-même..., tome II: ...Qu'un amour t'emporte?. En castellano, ¡Cuerpos y almas!, Plaza y Janés.
- Masque de chair, novela sobre la homosexualidad masculina, 1958, aparecida tras su muerte. En castellano, ¡La máscara de carne!, Plaza y Janés.

### No ficción
- Vie du Curé d'Ars, 1936. En castellano El cura de Ars Apolo.
- Femmes à l'encan, un esclavagisme patenté, ensayo contra la prostitución 1943. En castellano Una esclavitud de nuestro tiempo GP.
- La petite sainte Thérèse, biografía de santa Teresa de, Albin Michel en 1943. En castellano, Santa Teresita de Lisieux, Plaza & Janés.
- Pourquoi j'ai écrit Corps et âmes, Albin Michel, 1956.

## Adaptaciones cinematográficas
Su primera novela, La maison dans la dune (La casa de la duna) ha sido adaptada al cine en tres ocasiones, por Pierre Billon en 1934, por Georges Lampin, en 1952 y por el belga Michel Mees en 1988.

## Estudios sobre Maxence Van der Meersch
- Le drame spirituel dans l'œuvre de Maxence Van Der Meersch, d'Elie Bordes, Georges Frere, 1944.
- «La Petite sainte Thérèse» de Maxence van der Meersch devant la critique et devant les textes, Collectif,  Ed. Saint-Paul, 1950, 562 p
- Van der Meersch s'est-il tué pour une doctrine?, ensayo del doctor Olivier Loras aparecido en 1951.
- Portrait morpho-psychologique de Maxence Van der Meersch, de Robert Reus, Pierre Clairac, 1952.
- Maxence Van der Meersch, analyse et inédits, obra colectiva, S.L.N., 1983
- Van der Meersch, romancier et travail, obra colectiva, S.L.N., 1990
- Maxence van der Meersch, écrire le Nord, écrire le monde, actas del coloquio por Christian Morzewski, Artois Presses Université, 2002.
- Van der Meersch au plus près, Térèse Bonte, biografía, Artois Presses Université, 2003.
- El número 43 de la revista "Roman 20-50" (junio de 2007) editado por la universidad Lille 3-Charles-de-Gaulle está dedicado a L'Empreinte du dieu et Invasion 14, de Maxence Van der Meersch
- Maxence Van der Meersch, auteur et témoin (collectif), estudios reunidos por Paul Renard, Ravet-Anceau, 2007.
- Maxence Van der Meersch, héraut du peuple par Mary Melliez, tesis de literatura sobre las personas y los motivos populares en la obra de Maxence Van der Meersch con ilustraciones y reproducciones de manuscritos, BoD, 2007.